# La caduta di Troia
Căderea Troiei (titlu original: La caduta di Troia) este un film italian istoric de scurt-metraj din 1911 regizat de Giovanni Pastrone și Luigi Romano Borgnetto. În rolurile principale joacă actorii Giovanni Casaleggio, Madame Davesnes, Olga Giannini Novelli și Jules Vina. Scenariul este scris de Oreste Mentasti și Giovanni Pastrone. Produs de Itala Film, a fost primul film de succes al lui Pastrone. Din punct de vedere tehnic acest film era format doar din imagini statice, camera dolly (aflată în mișcare) fiind folosită abia la Cabiria în 1914.

## Prezentare
Filmul prezintă ultimele momente ale războiului aheilor împotriva orașului Troia.

## Distribuție
- Luigi Romano Borgnetto
- Giovanni Casaleggio
- Madame Davesnes
- Emilio Gallo ca Regele
- Olga Giannini Novelli
- Giulio Vinà